# Elà
Segons la Bíblia, Elà (en hebreu, אלה בן-בעשא Elah ben Basha) va ser el quart rei del Regne d'Israel després de la seva divisió. La seva capital va ser Tirsà, que sembla que s'ubicava a prop de Siquem. Va governar dos anys, entre 886-885 a.n.e. segons la cronologia tradicional, o entre 952-951 a.n.e. segons la cronologia bíblica.
Elà va pujar al tron a la mort del seu pare Baixà i va governar prop de dos anys. Mentre Elà estava borratxo, Zimrí, el cap de la meitat dels carros, el va matar a fi d'apoderar-se del regne i després va procedir a exterminar tota la casa de Baixà.